# Xestia ochrojois
Xestia ochrojois är en fjärilsart som beskrevs av Jacob Hübner 1821. Xestia ochrojois ingår i släktet Xestia och familjen nattflyn. Inga underarter finns listade i Catalogue of Life.